# Johannisbrunnen-Heilwasser
Johannisbrunnen-Heilwasser ist ein österreichisches natürliches kohlensäurehaltiges Mineralwasser, welches aus einem Artesischen Brunnen im Ort Hof bei Straden in der Marktgemeinde Straden in der Steiermark gewonnen wird. Das Heilwasser nach dem Steiermärkischen Heilvorkommen- und Kurortegesetz wird zur Trinkkur in Kurort Bad Gleichenberg verabreicht.

## Geschichte
| Johannisbrunnen      | Johannisbrunnen      |
| Inhaltsstoff         | Milligramm pro Liter |
| Kationen             | Kationen             |
| -------------------- | -------------------- |
| Natrium              | 1011                 |
| Kalium               | 34,2                 |
| Magnesium            | 117                  |
| Calcium              | 195                  |
| Eisen                | 7,5                  |
| Anionen              |                      |
| Chlorid              | 290                  |
| Hydrogencarbonat     | 3360                 |
| Freie Kohlensäure    | 2002                 |
| Summe                |                      |
| gelöste feste Stoffe | 5015                 |

In der Landschaft des Steirischen Vulkanlands im Oststeirischen Hügelland sickert Wasser durch poröses Gestein in die Tiefe. Dabei wird das Wasser mit natürlicher Kohlensäure angereichert. Gleichzeitig löst dabei das Wasser Natrium-, Calcium-, Magnesium-, Kalium- und andere Ionen aus dem Gestein. Das natürliche Mineralwasser tritt als artesische Quelle in Hof bei Straden an die Erdoberfläche.
1678 wurde auf einer Karte der Brunn zur Stradn genannt. Der Mediziner und Botaniker Heinrich Johann Nepomuk von Crantz (1722–1797) beschrieb 1777 das Wasser der Heilquelle. 1819 erhielt die Pächterin Johanna Reybauer vom Erzherzog Johann von Österreich die Erlaubnis, das bislang Hofer Sauerbrunn genannte Heilwasser nun Johannisbrunnen zu nennen. 1834 kaufte Matthias Constantin Capello von Wickenburg die Heilquelle und gründete nachfolgend den Gleichenberger und Johannisbrunnen Actienverein, welcher das Johannisbrunnen-Heilwasser erwarb und mit dem gegründeten Kurort Bad Gleichenberg verband. Die Abfüllung erfolgte anfangs in Tongefäßen und um 1840 wurde der Verkauf auf Glasflaschen umgestellt. Im Jahre 2005 wurde die Aktiengesellschaft aufgelöst und die Heilwasserproduktion von einem Einzelunternehmen weitergeführt.
Seit 2006 sind in der Abfüllanlage in Hof bei Straden zwei Museen untergebracht, das Heilwassermuseum Johannisbrunnen und ein Hochzeitsmuseum mit Schauobjekten ab 1750.

## Trinkkur
Das Johannisbrunnen-Heilwasser hat einen wesentlich höheren Mineralgehalt als Trinkwasser, weshalb die Zufuhr von 1 bis 1,5 Liter pro Tag über sechs bis acht Wochen als ausreichend betrachtet wird, nicht zu kalt, über den Tag verteilt, um den gesamtregulatorischen Vorgang im Körper zu erreichen.